# Elsa Sundling

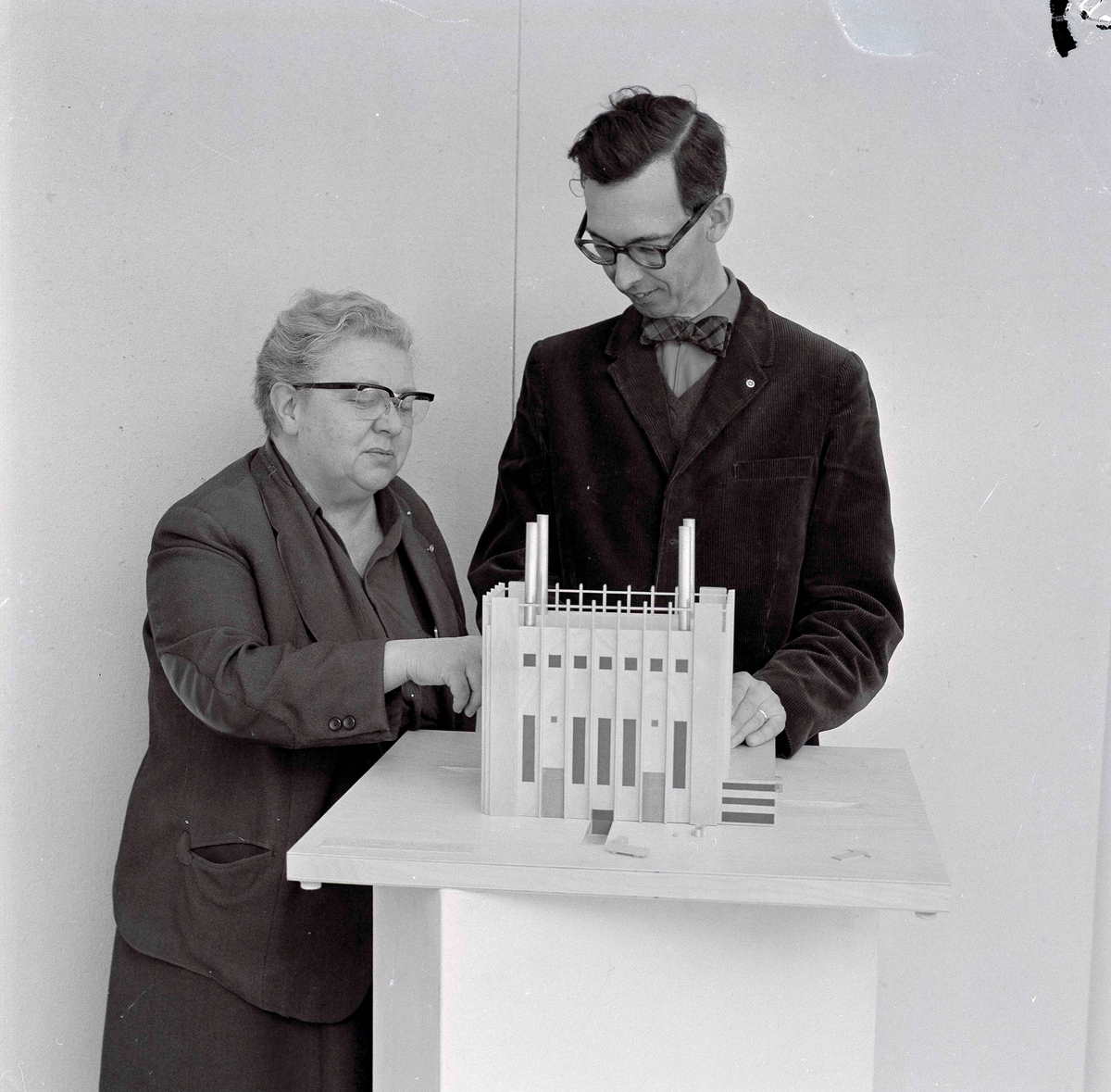
Elsa Sundling, Per Bohlin mit dem Modell für das neue Heizkraftwerk in Västerås (1962)

Elsa Augusta Torgerd Sundling (* 21. April 1902 in Lindesberg; † 7. September 1964 in Västerås) war eine schwedische Architektin der Moderne.

## Biografie
Elsa Sundling war das erste Kind von Edla Gyllander aus Örebro und Johan Adolf Sundling, einem Ingenieur aus Risinge. 1903 siedelte die Familie nach Borensberg über. Der Vater ließ als Geschäftsführer der Motala Ströms Kraft AB das Elektrizitätswerk Borensberg I errichten. Es war vermutlich das erste seiner Art im Land. Im Jahr 1906 erfolgte ein weiterer Umzug nach Motala. Dort beteiligte sich das Unternehmen von Johan Adolf Sundling mit der Bereitstellung mit der Energieversorgung am Ausbau der Mittleren Östergötlandbahn. Elsa Sundling und ihre beiden jüngeren Brüder Enar und Hugo Sundling wuchsen in privilegierten Verhältnissen auf.
Elsa Sundling machte 1919 ihren Schulabschluss. 1920 gehörte sie in Stockholm zu den ersten Studenten und Studentinnen an der Malschule von Edward Berggren und Gottfrid Larsson. Im Frühjahr 1922 machte sie ihren Abschluss. Im folgenden Herbst heiratete sie den 26 Jahre älteren Künstler und Gründer der Schule, Edward Berggren. Nur anderthalb Jahre später erfolgte die Scheidung.
Ab 1923 studierte Elsa Sundling Dekorative Kunst an der École nationale supérieure des arts décoratifs (ÉnsAD) in Paris. Sie nahm 1925 an der Exposition internationale des arts décoratifs et industriels modernes teil. Nach zweieinhalbjährigem Studium machte sie 1926 ihren Abschluss.
Durch Aufträge für Innendekorationen kam Sundling mit verschiedenen Architekten in Kontakt und begann, sich für Architektur zu interessieren. Im Jahr 1928 nahm sie ein weiteres vierjähriges Studium an der École Spéciale d’Architecture auf. Sie war eine von drei Frauen, die einen Studienplatz erhielten. Seit der Gründung der Schule im Jahr 1865 waren vor ihr nur neun Frauen aufgenommen worden. Ihre Lehrer waren Auguste Perret, Pierre Le Bourgeois und Jean Royer. Zu ihren Studienarbeiten gehörte ein städtebaulicher Entwurf die Stadt Algier. Sie engagierte sich im Hochschulleben.
In ihrer Freizeit feierte Elsa Sundling gern und besuchte die Cafés im Quartier du Montparnasse, in denen sich in den 1920er und 1930er Jahren das intellektuelle und künstlerische Lebens der Stadt abspielte. Sie mietete ein Zimmer in Port d'Orléans bei Maurice Perrot, einem Künstler und Geiger. Dort lernte sie die Medizinstudentin Lucette Maire kennen, die im selben Gebäude wohnte. Zehn Jahre lang waren sie enge Freundinnen. Sie teilten sich eine Wohnung, besuchten die großen Künstlercafés Le Dôme, La Rotonde und La Coupole. Ausflüge in die Umgebung nutze Elsa Sundling zum Zeichnen. Elsa Sundling machte im Oktober 1932 ihr Architekturdiplom mit guten Noten. Von 32 Diplomanden hatten lediglich 15 bestandenen.
Die erste, kurzzeitige Stelle als Architektin trat Sundling bei Auguste Perret an. 1932 begann sie eine Zusammenarbeit mit dem Kinoarchitekten Maurice Gridaine, die bis 1936 dauerte. Gridaines Großvater hatte das Moulin Rouge entworfen. In einem Zeitraum von fünf Jahren entwarf Elsa Sundling mindestens 17 Kinos und Varietésäle. Sie spezialisierte sich dabei auf Raumakustik, Statik und das Konstruieren mit Beton. Sundling gehörte zu der Generation von Kinoarchitekten, die als erste die Moderne einführten.

Wandgemälde der Architektin Elsa Sundling mit Motiven aus Motala in alten Bibliotheksräumen in der Östermalmsgatan

1937 arbeitete sie kurzzeitig in Schweden und entwarf die Bauten der Industrieausstellung in Motala. Sie lebte 1939 im Département Cantal. Dort fertigte sie künstlerisch bemerkenswerte Zeichnungen an.
Während des Zweiten Weltkriegs erlebte sie die deutsche Besatzung in Paris. Sie unternahm von dort Reisen in den Norden und bearbeitete Wiederaufbaukonzepte. Bei Marcel Lods, den sie seit 1937 kannte, führte sie diese Arbeit nach dem Krieg weiter. 1946 beteiligte sie sich unter seiner Leitung an der Wiederaufbauplanung für die Stadt Mainz am Rhein. Sundling war zusammen mit Adolf Bayer und Gérald Hanning eine der Hauptverantwortlichen für das Projekt. Für die „Unité d’habitation Wallstraße“ entwarf sie Innenräume und vertiefte insbesondere die Küchenplanungen. In einem Ausstellungskatalog aus dem Jahr 1956 erschienen Pläne, Schnitte und Fassadenstudien dieser Wohngebäude. Die Ausgestaltung der Wohnungen sollte die Arbeit der Frau im Haushalt erleichtern. Sundling konstruierte einen Wagen mit Heizplatte und Kühlfach, in dem die Speisen, das Geschirr und die Getränke zum Esstisch gefahren werden sollten. Es ist nicht klar, ob dieses Gerät produziert wurde. Die städtebaulichen Planungen für Mainz, die sich über historische Stadtstrukturen hinwegsetzten, wurden als zu radikal kritisiert und nie verwirklicht.
Im Jahr 1946 reiste sie mit Lods zweimal zum Studium von Vorfertigungsmethoden aus Holzkomponenten  und Holzpaneelen in ihr Heimatland Schweden. Die Reisen erfolgten im Auftrag des französischen Staates. Ein realisiertes Wiederaufbauprojekt im Büro von Lods waren die Planungen für Sotteville-lès-Rouen.
Im Jahr 1949 siedelte Elsa Sundling nach Tanger über. Dort wurde sie für Casablanca und Tanger zur Standortleiterin für das Planungsbüro von Lods. Zu den Projekten während ihres vierjährigen Aufenthalts gehörten ein städtebaulicher Entwurf, der Bau einer Zeitungsdruckerei, einer Goldraffinerie, eines Parkplatzes und eines Kinos. Sie kooperierte mit dem schwedischen Ingenieur Nils Sundell und entwarf ein Wohnhaus und mehrere Luxusvillen.
1952 kehrte sie nach Schweden zurück und lebte in Örebro und Åmål. Sie musste sich zuerst wieder an das schwedische Klima gewöhnen und stieg langsam in berufliche Aktivitäten ein. 1955 ließ sie sich in Uppsala nieder und wirkte als externe Expertin am Generalbebauungsplan mit. Gemeinsam mit dem Stadtplaner Sven Jonsson entwickelte sie eine Neuplanung für die Innenstadt von Uppsala. Die Idee war, die Innenstadt zu einem Fußgängerbereich umzuwandeln, womit Uppsala zu einer Pionierstadt wurde. 1956 wechselte sie zum Landkreis und war an der Regionalplanung beteiligt.
Elsa Sundling engagierte sich für die Themen Frauen und Frieden. Während der Zeit in Uppsala gehörte sie zum Frauennetzwerk Soroptimist International. Sei war anfangs Vorsitzende des Clubs in Uppsala und danach Präsidentin des Schwedischen Verbandes.

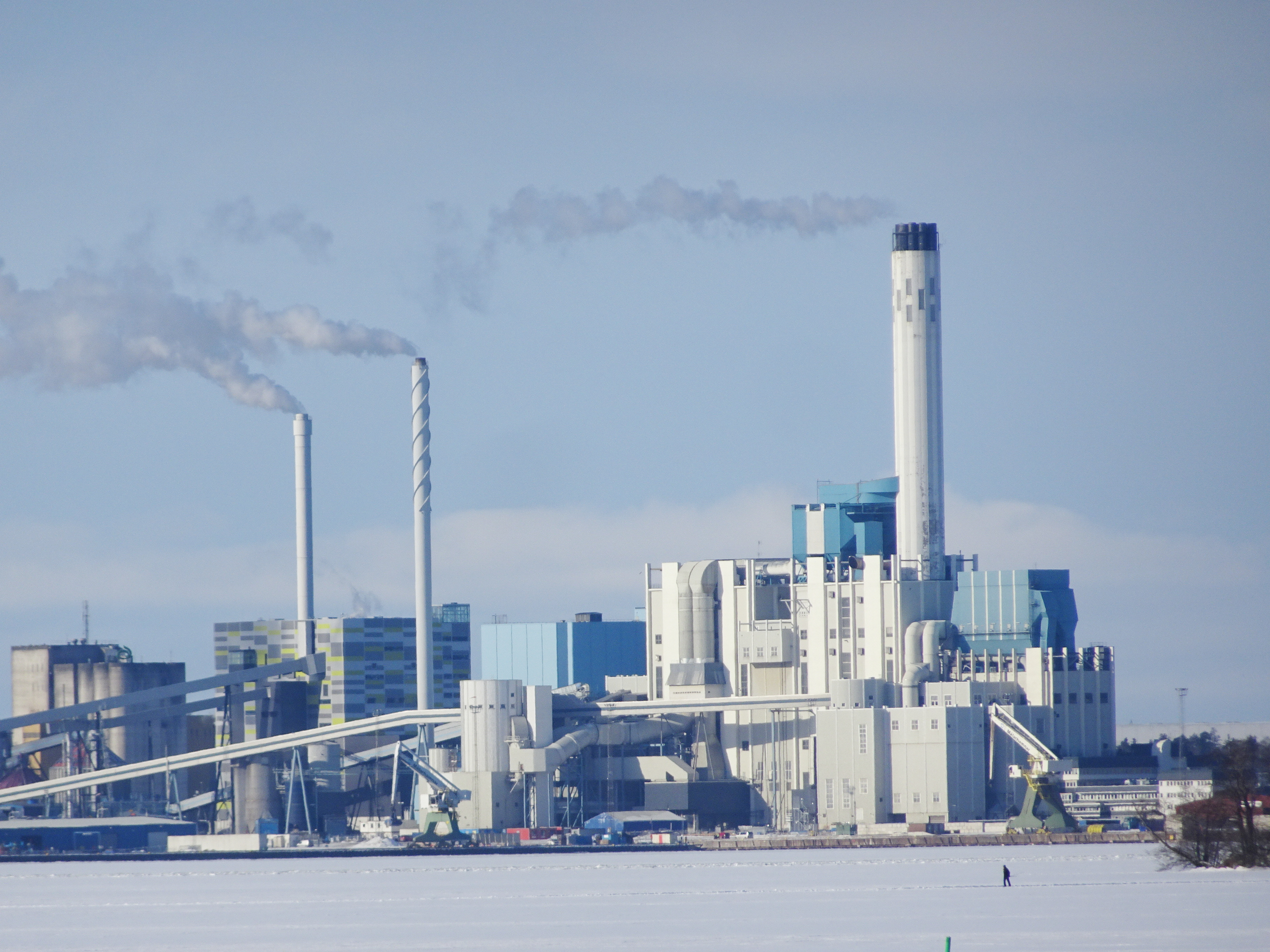
Västerås Heizkraftwerk 2018, nach mehrfacher Erweiterung

Ab 1960 war Sundling stellvertretende Stadtarchitektin in Västerås. Mit Per Bohlin plante sie das neue Heizkraftwerk Västerås, dass das alte Dampfkraftwerk ersetzte. Sie engagierte sich mit anderen Architekten der Stadt in der Gruppe Arkitektgrupp Kyrkbacken für den Erhalt Kyrkbackens, des ältesten Stadtteils von Västerås. 1963 wechselte sie in die Privatwirtschaft. Gemeinsam mit dem Architekten Helmut Horn gründete sie das Büro Horn & Sundling und verantwortete den Neubau des Stadtteilzentrums Pettersberg.
Mit zunehmendem Alter bekam Elsa Sundling Gesundheitsprobleme, machte dennoch im Alter von 60 Jahren sowohl einen Führerschein als auch eine Pilotenlizenz. Sie wollte in ein nordafrikanisches Land ziehen und dort Stadtplanung unterrichten, was sie jedoch nicht mehr umsetzen konnte. Sie starb im Alter von 62 Jahren an einem Herzinfarkt. Der Nachruf beschreibt sie als Person mit hohem Intellekt und hohen Idealen. Sie habe immer wider Zeit oder Geld in neue Aufgaben gesteckt und ihre Neugier auf neue Menschen und Orte sei unstillbar gewesen. Mit ihrem Humor und Optimismus habe sie das gesellschaftliche Leben geprägt.

## Ehrungen
- Elsa Sundling Gedenkfond, den u. a. Teddy Sempinski 1964 erhielt.